# Amtsbezirk Waitzenkirchen
Der Amtsbezirk Waitzenkirchen  war eine Verwaltungseinheit im Hausruckkreis in Oberösterreich.
Der Amtsbezirk war der Kreisbehörde in Wels unterstellt und besorgte deren Amtsgeschäfte vor Ort. Die Zuständigkeit erstreckte sich neben Waizenkirchen auf die damaligen Gemeinden St. Agatha, Marienkirchen, Michaelnbach, Prambachkirchen und St. Thomas und umfasste damals einen Märkte und 207 Dörfer.